# 跨海交通通道
跨海交通通道是指跨越海湾、海峡或岛屿的公路或铁路通道。这类交通通道可能包括跨海大桥或海底隧道。

## 跨海大桥
跨海大桥为跨越海峡或连接岛屿的桥梁，属于跨海交通的一种形式。桥梁随者长度的不同工法也有不同，越长的桥梁，工程技术越复杂，越需要配合良好管理技术营建管理GPS卫星地图才能顺利进行。

### 现有跨海大桥
- 安平桥（中国）
- 东海大桥（中国）
- 海沧大桥（中国）
- 杭州湾跨海大桥（中国）
- 港珠澳大桥（中国）
- 江南大桥（中国）
- 青岛湾大桥和青岛胶州湾隧道（中国）
- 金塘大桥（中国）
- 平潭海峡公铁桥（中国）
- 厦漳大桥（中国）
- 西侯门大桥（中国）
- 湛江海湾大桥（中国）
- 朱家尖海峡大桥（中国）
- 厄勒海峡大桥（丹麦-瑞典）
- 大贝尔特桥 （丹麦）
- 法赫德国王大桥（沙特阿拉伯-巴林）
- 班德拉-沃利跨海斜拉桥（印度）
- 班本桥（印度）
- 中国-马尔代夫友谊大桥（马尔代夫）
- 切萨皮克湾隧桥（美国）
- 汉普顿锚地隧桥（美国）
- 麦克纪念大桥-隧道 （美国）
- 金门大桥（美国）
- 跨海公路（美国）
- 联邦大桥（加拿大）
- 东京湾跨海大桥 （日本）
- 青函隧道（日本）
- 英吉利海峡隧道（英国-法国）
- 迈克尔戴维特桥 （爱尔兰-阿基尔岛）
- 克里米亞大橋（俄罗斯）
- 金门大桥（臺灣）
- 深中通道深中大桥（中国）

### 建设中的跨海大桥
- 佩列沙茨大桥（克罗地亚）
- 孟买跨港连接线（印度）

### 构想中的跨海大桥
- 渤海湾大桥（中国）
- 直布罗陀大桥（英语：Strait of Gibraltar crossing）（西班牙-摩洛哥）
- 墨西拿海峡大桥（意大利）
- 非洲之角大橋（英语：Bridge of the Horns）（吉布提-也门）
- 白令海峡大桥（俄羅斯-美國）
- 巽他海峡大桥（印度尼西亚）
- 不列颠群岛连接通道（英语：Irish Sea Bridge）（大不列颠-爱尔兰） [1]
- 卡塔尔-巴林堤道桥（英语：Qatar–Bahrain Causeway）（卡塔尔-巴林）

## 海底隧道
海底隧道是在海底建造的连接海峡两岸的隧道，是供车辆、铁路通行的。海底隧道大可分为海底段、海岸段和引道三部分。其中海底段是主要部分，它埋置在海床底下，两端与海岸连接，再经过引道，与地面线路接通。通常来说建造海底隧道还要同时在两岸设置竖井，安装通风、排水、供电等设备。
海底隧道铁路段更称为过海铁路。

### 现有海底隧道
- 大连湾海底隧道（中国） [2]
- 青岛胶州湾隧道（中国）
- 厦门翔安隧道（中国） [3]
- 厦门海沧海底隧道（中国） [1]
- 英吉利海峡隧道（法国-英国）
- 青函隧道（日本）

- 青岛胶州湾第二海底隧道（中国） [4]
- 汕头海湾隧道（中国） [5]
- 深中通道深中隧道（中国）
- 妈湾跨海隧道（中国） [6]
- 西店湾海底隧道（中国） [7]
- 费马恩海峡隧道

### 构想中的海底隧道
- 渤海海峡隧道（中国） [7]
- 琼州海峡隧道（中国） [8]
- 台湾海峡隧道工程（中国大陸-臺灣） [8]

## 堤坝公路
- 维娜桑木（Väinatamm）堤坝公路 ( 爱沙尼亚 )